# Richard Pool-Jones
Pour les articles homonymes, voir Pool et Jones.
Pas d'image ? Cliquez ici

a Compétitions nationales et continentales officielles uniquement.

b Matchs officiels uniquement.
Richard Pool-Jones, né le 22 octobre 1969 à Londres, est un joueur britannique de rugby à XV ayant joué avec l'équipe d'Angleterre en 1998, évoluant au poste de troisième ligne (1,88 m pour 103 kg).

## Biographie
Richard Pool-Jones s'exile en France pour ses études, et fait une première saison en 1991 au Biarritz olympique où il perd une finale de championnat contre le RC Toulon en 1992.
Le 19 juin 1993, il joue son premier match avec les Barbarians français contre le XV du Président pour le Centenaire du rugby à Grenoble. Les Baa-Baas s'imposent 92 à 34. Le 11 novembre 1993, il est invité une deuxième fois avec les Barbarians français pour jouer contre l'Australie à Clermont-Ferrand. Les Baa-Baas s'inclinent 26 à 43.
Richard Pool-Jones se lance, dès 1995, dans l'édition à Biarritz.
Après une longue blessure, il revient au rugby en 1997 pour jouer avec le Stade français CASG. Cette saison se termine par un titre de champion de France en 1998. Il reçoit également lors de cette année son unique cape internationale le 6 juin 1998, à l'occasion d'un match contre l'équipe d'Australie. Il n'a pas été sélectionné par la suite, il faut dire que les Anglais ont reçu une correction (0-76) contre l'Australie.
En juin 1999, il participe à la tournée des Barbarians français en Argentine. Il est titulaire contre le Buenos Aires Rugby Club à San Isidro. Les Baa-Baas s'imposent 52 à 17. Puis, il est remplaçant contre les Barbarians Sud-Américains à La Plata. Il remplace en cours de jeu Serge Betsen. Les Baa-Baas français s'imposent 45 à 28.
Il gagne un second titre de champion de France en 2000. Le 19 mai 2001, il est titulaire en finale de la Coupe d'Europe, associé en troisième ligne au capitaine Christophe Juillet et à Christophe Moni, au Parc des Princes à Paris face au Leicester Tigers mais les anglais s'imposent 34 à 30 face aux parisiens.
En novembre 2001, il connaît une dernière sélection avec les Barbarians français contre les Fidji à Toulon. Les Baa-Baas s'inclinent 17 à 15.
En 2002, il met un terme à sa carrière et retourne au Pays basque où il poursuit ses affaires dans l'édition. Il est, depuis 2003, président et actionnaire d'Optimisa, courtier en service d'impression. Il dirige également Brennus SSII, éditeur de logiciels de gestion de prépresse, et Diadem, agence référence dans le packaging, la gestion d'images 3D et l'agence digitale.
Depuis 2003, Richard Pool-Jones est consultant pour RMC,,,.
À la suite de l'éviction de Michael Cheika en mai 2012, Richard Pool-Jones en devient le directeur sportif. À l'issue de la saison 2012-2013 où le Stade français termine à une piètre 10e place dans le Championnat de France et perd en finale de Challenge européen contre Leinster, Pool-Jones est remplacé par Gonzalo Quesada mais il retrouve néanmoins son poste de vice-président qu'il conserve jusqu'au rachat du club en 2017.
En 2016, il devient aussi consultant pour SFR Sport 2, nouvelle chaîne détentrice des droits télé du Championnat d'Angleterre de rugby à XV en France. Il participe notamment, chaque lundi, à l'émission Entre les potos, présentée par Christophe Cessieux.

## Carrière d'entraîneur
| Saison      | Club           | Division | Poste             | Classement | Coupe d'Europe | Challenge Européen |
| ----------- | -------------- | -------- | ----------------- | ---------- | -------------- | ------------------ |
| 2012 - 2013 | Stade français | Top 14   | Directeur sportif | 10e        | -              | Défaite en finale  |

## Palmarès
- Championnat de France de première division :
  - Champion (2) : 1998 et 2000
  - Vice-champion (1) : 1992
- Coupe de France :
  - Vainqueur (1) : 1999
- Coupe d'Europe :
  - Finaliste (1) : 2001